# Sanremo-Festival 2014
Die 64. Ausgabe des Festival della Canzone Italiana di Sanremo fand 2014 vom 18. bis zum 22. Februar im Teatro Ariston in Sanremo statt und wurde von Fabio Fazio und Luciana Littizzetto moderiert. Sieger des Wettbewerbs war Arisa mit Controvento.

## Organisation
Das Festival wurde vom öffentlich-rechtlichen Rundfunk Italiens Rai organisiert. Das Moderatorenteam aus Fabio Fazio und Luciana Littizzetto war zum zweiten Mal in Folge im Einsatz, Fazio blieb auch künstlerischer Leiter (direttore artistico) der Veranstaltung. Für die musikalische Leitung (direzione musicale) war Mauro Pagani verantwortlich, die Bühnenausstattung stammte von Emanuela Trixie Zitkowsky und Regie führte Duccio Forzano.

## Teilnehmende Beiträge

### Campioni
Jeder Teilnehmer präsentierte an den ersten beiden Abenden zwei verschiedene Lieder, wovon jeweils eines in die nächste Runde gelangte. Die Endwertung berücksichtigte nur das erfolgreiche Lied.
- Sieger

| Platzierung     | Interpret                               | Lied                   | Autoren                                                                                          |
| --------------- | --------------------------------------- | ---------------------- | ------------------------------------------------------------------------------------------------ |
| 1               | Arisa                                   | Controvento            | Giuseppe Anastasi                                                                                |
| 2               | Raphael Gualazzi & The Bloody Beetroots | Liberi o no            | Raphael Gualazzi, B. Rifo, Leonardo Beccafichi                                                   |
| 3               | Renzo Rubino                            | Ora                    | Renzo Rubino, Andrea Rodini                                                                      |
| 4               | Francesco Renga                         | Vivendo adesso         | Elisa Toffoli                                                                                    |
| 5               | Noemi                                   | Bagnati dal sole       | Noemi, Caroline Ailin, Richard Frenneaux                                                         |
| 6               | Perturbazione                           | L’unica                | Tommaso Cerasuolo, Gigi Giancursi, Rossano Lo Mele, Alex Baracco, Elena Diana, Cristiano Lo Mele |
| 7               | Cristiano De André                      | Il cielo è vuoto       | Diego Mancino, Cristiano De André, Dario Faini                                                   |
| 8               | Frankie Hi-NRG MC                       | Pedala                 | Frankie Hi-NRG MC, Carolina Galbignani, Leonardo Beccafichi                                      |
| 9               | Giusy Ferreri                           | Ti porto a cena con me | Roberto Casalino, Dario Faini                                                                    |
| 10              | Francesco Sarcina                       | Nel tuo sorriso        | Francesco Sarcina                                                                                |
| 11              | Giuliano Palma                          | Così lontano           | Nina Zilli, Marco Ciappelli, Alessandra Flora                                                    |
| 12              | Antonella Ruggiero                      | Da lontano             | Antonella Ruggiero, Alessandro Graziano, Antonio Rossi, Roberto Colombo                          |
| 13              | Ron                                     | Sing in the Rain       | Ron, Mattia Del Forno                                                                            |
| Disqualifiziert | Riccardo Sinigallia                     | Prima di andare via    | Filippo Gatti, Riccardo Sinigallia                                                               |

Riccardo Sinigallia wurde im Verlauf des Festivals disqualifiziert, nachdem sich herausgestellt hatte, dass er sein Lied bereits einmal öffentlich aufgeführt hatte.

### Nuove Proposte
| Platzierung        | Interpret          | Lied              | Autoren                                      |
| ------------------ | ------------------ | ----------------- | -------------------------------------------- |
| 1                  | Rocco Hunt         | Nu juorno buono   | Rocco Hunt, Alessandro Merli, Fabio Clemente |
| 2                  | Diodato            | Babilonia         | Diodato                                      |
| 3                  | Zibba              | Senza di te       | Zibba, Andrea Balestrieri                    |
| 4                  | The Niro           | 1969              | The Niro                                     |
|                    | Filippo Graziani   | Le cose belle     | Filippo Graziani                             |
| Veronica De Simone | Nuvole che passano | Pietro Cantarelli |                                              |
| Bianca             | Saprai             | Alex Gaydou       |                                              |
| Vadim              | La modernità       | Vadim Valenti     |                                              |

## Preise

### KategorieCampioni
- Sieger: Arisa – Controvento
- Kritikerpreis „Mia Martini“: Cristiano De André – Invisibili
- Premio Sala Stampa Radio-TV „Lucio Dalla“: Perturbazione – L’unica
- Preis für den besten Text „Sergio Bardotti“: Cristiano De André – Invisibili
- Preis für das beste Arrangement: Renzo Rubino – Per sempre e poi basta

### KategorieNuove Proposte
- Sieger: Rocco Hunt – Nu juorno buono
- Kritikerpreis „Mia Martini“: Zibba – Senza di te
- Premio Sala Stampa Radio-TV „Lucio Dalla“: Zibba – Senza di te
- Premio Emanuele Luzzati: Rocco Hunt – Nu juorno buono
- Premio Assomusica: Rocco Hunt – Nu juorno buono

### Lebenswerk
- Premio Città di Sanremo: Renzo Arbore

## Abende

### Erster Abend
Am ersten Abend stellten sieben der 14 Teilnehmer aus der Campioni-Kategorie jeweils zwei Lieder vor, wovon immer das Lied mit den meisten Stimmen sich für den dritten Abend qualifizierte. Die Abstimmung wurde zu 50 % durch das Televoting, zu 50 % durch die Pressejury bestimmt. Außerdem wurden die acht Teilnehmer der Newcomer-Kategorie vorgestellt.

#### Auftritte derCampioni
| Startnr. | Interpret                               | Lied | Ergebnisse        | Ergebnisse        | Ergebnisse |
| Startnr. | Interpret                               | Lied | Pressejury (50 %) | Televoting (50 %) | Gesamt     |
| -------- | --------------------------------------- | --- | ----------------- | ----------------- | ---------- |
| 1        | Arisa                                   | Lentamente (Il primo che passa) (Cristina Donà, Arisa, Saverio Lanza)                                                     | 28,30 %           | 44,46 %           | 36,38 %    |
| 1        | Arisa                                   | Controvento (Giuseppe Anastasi)                                                                                           | 71,70 %           | 55,54 %           | 63,62 %    |
| 2        | Frankie Hi-NRG MC                       | Un uomo è vivo (Frankie Hi-NRG MC, Carolina Galbignani, Leonardo Beccafichi)                                              | 25,00 %           | 26,27 %           | 25,64 %    |
| 2        | Frankie Hi-NRG MC                       | Pedala (Frankie Hi-NRG MC, Carolina Galbignani, Leonardo Beccafichi)                                                      | 75,00 %           | 73,73 %           | 74,37 %    |
| 3        | Antonella Ruggiero                      | Quando balliamo (Simone Lenzi, Antonella Ruggiero, Roberto Colombo)                                                       | 25,47 %           | 39,13 %           | 32,30 %    |
| 3        | Antonella Ruggiero                      | Da lontano (Antonella Ruggiero, Alessandro Graziano, Antonio Rossi, Roberto Colombo)                                      | 54,64 %           | 60,87 %           | 67,70 %    |
| 4        | Raphael Gualazzi & The Bloody Beetroots | Tanto ci sei (Giuliano Sangiorgi, Raphael Gualazzi, Bob Cornelius Rifo)                                                   | 22,52 %           | 52,21 %           | 37,37 %    |
| 4        | Raphael Gualazzi & The Bloody Beetroots | Liberi o no (Raphael Gualazzi, Bob Cornelius Rifo, Leonardo Beccafichi)                                                   | 77,48 %           | 47,79 %           | 62,73 %    |
| 5        | Cristiano De André                      | Invisibili (Fabio Ferraboschi, Cristiano De André)                                                                        | 54,55 %           | 40,15 %           | 47,35 %    |
| 5        | Cristiano De André                      | Il cielo è vuoto (Diego Mancino, Cristiano De André, Dario Faini)                                                         | 66,33 %           | 59,01 %           | 52,65 %    |
| 6        | Perturbazione                           | L’unica (Tommaso Cerasuolo, Gigi Giancursi, Rossano Lo Mele, Alex Baracco, Elena Diana, Cristiano Lo Mele)                | 77,00 %           | 70,79 %           | 73,90 %    |
| 6        | Perturbazione                           | L’Italia vista dal bar (Tommaso Cerasuolo, Gigi Giancursi, Rossano Lo Mele, Alex Baracco, Elena Diana, Cristiano Lo Mele) | 23,00 %           | 29,21 %           | 26,10 %    |
| 7        | Giusy Ferreri                           | L’amore possiede il bene (Roberto Casalino, Niccolò Verrienti)                                                            | 44,76 %           | 40,97 %           | 42,87 %    |
| 7        | Giusy Ferreri                           | Ti porto a cena con me (Roberto Casalino, Dario Faini)                                                                    | 55,24 %           | 59,03 %           | 57,13 %    |

#### Gäste
- Luciano Ligabue (Sänger)
- Laetitia Casta (Model und Sängerin)
- Paolo Jannacci (Sänger)
- Raffaella Carrà (Sängerin und Showmasterin)
- Cat Stevens (Sänger)

### Zweiter Abend
Am zweiten Abend stellten die verbleibenden sieben der 14 Teilnehmer aus der Campioni-Kategorie jeweils zwei Lieder vor, wovon immer das Lied mit den meisten Stimmen sich für den dritten Abend qualifizierte. Die Abstimmung setzte sich wie gehabt zu 50 % aus televoting und zu 50 % aus den Stimmen der Pressejury zusammen.
Auch vier der acht Teilnehmer der Nuove Proposte stellten ihre Beiträge vor. Die zwei besten Beiträge erreichten das Finale der Kategorie, welches am fünften Abend stattfand.

#### Auftritte derCampioni
| Startnr. | Interpret           | Lied                                                             | Ergebnisse        | Ergebnisse        | Ergebnisse |
| Startnr. | Interpret           | Lied                                                             | Pressejury (50 %) | Televoting (50 %) | Gesamt     |
| -------- | ------------------- | ---------------------------------------------------------------- | ----------------- | ----------------- | ---------- |
| 1        | Francesco Renga     | A un isolato da te (Roberto Casalino)                            | 41,67 %           | 45,49 %           | 43,58 %    |
| 1        | Francesco Renga     | Vivendo adesso (Elisa Toffoli)                                   | 55,24 %           | 54,51 %           | 56,42 %    |
| 2        | Giuliano Palma      | Così lontano (Nina Zilli, Marco Ciappelli, Alessandra Flora)     | 47,24 %           | 68,53 %           | 58,25 %    |
| 2        | Giuliano Palma      | Un bacio crudele (Cristiano Valli, Giuliano Palma, Fabio Merigo) | 52,76 %           | 30,75 %           | 41,75 %    |
| 3        | Noemi               | Un uomo è un albero (Noemi, Diego Mancino, Dario Faini)          | 19,83 %           | 48,31 %           | 34,07 %    |
| 3        | Noemi               | Bagnati dal sole (Noemi, Caroline Ailin, Richard Frenneaux)      | 80,17 %           | 51,69 %           | 65,93 %    |
| 4        | Renzo Rubino        | Ora (Renzo Rubino, Andrea Rodini)                                | 57,02 %           | 49,23 %           | 53,13 %    |
| 4        | Renzo Rubino        | Per sempre e poi basta (Renzo Rubino, Andrea Rodini)             | 42,98 %           | 50,77 %           | 46,87 %    |
| 5        | Ron                 | Un abbraccio unico (Ron)                                         | 36,67 %           | 49,95 %           | 43,31 %    |
| 5        | Ron                 | Sing in the Rain (Ron, Mattia Del Forno)                         | 63,33 %           | 50,05 %           | 56,69 %    |
| 6        | Riccardo Sinigallia | Prima di andare via (Filippo Gatti, Riccardo Sinigallia)         | 58,12 %           | 82,78 %           | 70,45 %    |
| 6        | Riccardo Sinigallia | Una rigenerazione (Filippo Gatti, Riccardo Sinigallia)           | 41,88 %           | 17,22 %           | 29,55 %    |
| 7        | Francesco Sarcina   | Nel tuo sorriso (Francesco Sarcina)                              | 57,14 %           | 84,54 %           | 70,84 %    |
| 7        | Francesco Sarcina   | In questa città (Francesco Sarcina)                              | 42,86 %           | 15,46 %           | 29,16 %    |

#### Auftritte derNuove Proposte
| Startnr. | Interpret        | Lied          | Ergebnisse        | Ergebnisse        | Ergebnisse |
| Startnr. | Interpret        | Lied          | Pressejury (50 %) | Televoting (50 %) | Gesamt     |
| -------- | ---------------- | ------------- | ----------------- | ----------------- | ---------- |
| 1        | Diodato          | Babilonia     | 28,70 %           | 30,52 %           | 29,60 %    |
| 2        | Filippo Graziani | Le cose belle | 26,52 %           | 30,30 %           | 28,41 %    |
| 3        | Zibba            | Senza di te   | 34,78 %           | 26,09 %           | 30,44 %    |
| 4        | Bianca           | Saprai        | 10,00 %           | 13,09 %           | 11,55 %    |

#### Gäste
- Claudio Baglioni (Sänger)
- Claudio Santamaria (Schauspieler)
- Kessler-Zwillinge (Sängerinnen)
- Franca Valeri (Schauspielerin)
- Rufus Wainwright (Sänger)

### Dritter Abend
Am dritten Abend stellten die 14 Campioni jeweils ihr Siegerlied aus den ersten beiden Abenden vor. Das Publikum konnte dabei per Televoting für seine Favoriten abstimmen; diese vorläufige Rangliste floss zu 25 % ins Endergebnis ein. Nachdem Riccardo Sinigallia am selben Tag disqualifiziert worden war, trat er nur noch außer Konkurrenz auf.
Auch die verbliebenen vier der acht Teilnehmer der Nuove Proposte stellten ihre Beiträge vor. Die zwei besten Beiträge erreichten das Finale der Kategorie am fünften Abend (Abstimmung zu 50 % Televoting, zu 50 % Pressejury).

#### Auftritte derCampioni
| Startnr. | Interpret                               | Lied                   | Ergebnisse (Televoting) |
| -------- | --------------------------------------- | ---------------------- | ----------------------- |
| 1        | Renzo Rubino                            | Ora                    | 9,49 %                  |
| 2        | Giusy Ferreri                           | Ti porto a cena con me | 6,67 %                  |
| 3        | Frankie Hi-NRG MC                       | Pedala                 | 4,33 %                  |
| 4        | Raphael Gualazzi & The Bloody Beetroots | Liberi o no            | 8,62 %                  |
| 5        | Cristiano De André                      | Il cielo è vuoto       | 7,97 %                  |
| 6        | Francesco Sarcina                       | Nel tuo sorriso        | 4,88 %                  |
| 7        | Perturbazione                           | L’unica                | 9,27 %                  |
| 8        | Francesco Renga                         | Vivendo adesso         | 16,15 %                 |
| 9        | Noemi                                   | Bagnati dal sole       | 5,31 %                  |
| 10       | Antonella Ruggiero                      | Da lontano             | 6,17 %                  |
| 11       | Arisa                                   | Controvento            | 11,87 %                 |
| 12       | Ron                                     | Sing in the Rain       | 4,46 %                  |
| 13       | Giuliano Palma                          | Così lontano           | 4,81 %                  |

- Riccardo Sinigallia – Prima di andare via

#### Auftritte derNuove Proposte
| Startnr. | Interpret          | Lied               | Ergebnisse        | Ergebnisse        | Ergebnisse |
| Startnr. | Interpret          | Lied               | Pressejury (50 %) | Televoting (50 %) | Gesamt     |
| -------- | ------------------ | ------------------ | ----------------- | ----------------- | ---------- |
| 1        | Rocco Hunt         | Nu juorno buono    | 37,38 %           | 88,13 %           | 62,76 %    |
| 2        | Veronica De Simone | Nuvole che passano | 22,43 %           | 6,38 %            | 14,40 %    |
| 3        | The Niro           | 1969               | 26,64 %           | 3,69 %            | 15,16 %    |
| 4        | Vadim              | La modernità       | 13,55 %           | 1,80 %            | 7,68 %     |

#### Gäste
- Orchester des Teatro La Fenice
- Dergin Tokmak (Akrobat)
- Flavio Caroli (Kunsthistoriker)
- Shai Fishman and the A cappella All Stars (A-cappella-Flashmob)
- Renzo Arbore und L’Orchestra Italiana (Sänger)
- Luca Parmitano (Astronaut)
- Damien Rice (Sänger)

### Vierter Abend
Am vierten Abend, betitelt als Sanremo Club, stellten die 14 Teilnehmer (inklusive des disqualifizierten Riccardo Sinigallia) jeweils ein Cover eines Liedes aus der Geschichte der italienischen populären Musik vor.
Im Finale der Nuove Proposte wurde nach einer letzten Abstimmung (50 % Televoting und 50 % Qualitätsjury) aus den vier Finalisten der Sieger bestimmt.

#### Sanremo Club
| Interpret                               | Duettpartner                      | Lied (Originalinterpret)                                  |
| --------------------------------------- | --------------------------------- | --------------------------------------------------------- |
| Perturbazione                           | Violante Placido                  | La donna cannone (Francesco De Gregori)                   |
| Francesco Sarcina                       | Riccardo Scamarcio                | Diavolo in me (Zucchero)                                  |
| Frankie Hi-NRG MC                       | Fiorella Mannoia                  | Boogie (Paolo Conte)                                      |
| Noemi                                   | –                                 | La costruzione di un amore (Ivano Fossati / Mia Martini)  |
| Francesco Renga                         | Kekko Silvestre                   | Un giorno credi (Edoardo Bennato)                         |
| Ron                                     | Maurizio Pica                     | Cara (Lucio Dalla)                                        |
| Arisa                                   | WhoMadeWho                        | Cuccurucucù (Franco Battiato)                             |
| Raphael Gualazzi & The Bloody Beetroots | Tommy Lee                         | Nel blu dipinto di blu (Domenico Modugno)                 |
| Cristiano De André                      | –                                 | Verranno a chiederti del nostro amore (Fabrizio De André) |
| Renzo Rubino                            | Simona Molinari                   | Non arrossire (Giorgio Gaber)                             |
| Giusy Ferreri                           | Alessandro Haber und Alessio Boni | Il mare d’inverno (Enrico Ruggeri)                        |
| Antonella Ruggiero                      | DigiEnsemble Berlin               | Una miniera (New Trolls)                                  |
| Giuliano Palma                          | Giuliano Palma Orchestra          | I Say I’ Sto Ccà (Pino Daniele)                           |

- Riccardo Sinigallia mit Paola Turci, Marina Rei und Laura Arzilli – Ho visto anche degli zingari felici (Claudio Lolli)

#### Finale derNuove Proposte
| Platzierung | Startnr. | Interpret  | Lied            | Ergebnisse           | Ergebnisse        | Ergebnisse |
| Platzierung | Startnr. | Interpret  | Lied            | Qualitätsjury (50 %) | Televoting (50 %) | Gesamt     |
| ----------- | -------- | ---------- | --------------- | -------------------- | ----------------- | ---------- |
| 1           | 3        | Rocco Hunt | Nu juorno buono | 11,00 %              | 75,03 %           | 43,01 %    |
| 2           | 1        | Diodato    | Babilonia       | 47,00 %              | 11,24 %           | 29,12 %    |
| 3           | 2        | Zibba      | Senza di te     | 20,00 %              | 10,69 %           | 15,35 %    |
| 4           | 4        | The Niro   | 1969            | 22,00 %              | 3,04 %            | 12,52 %    |

#### Gäste
- Marco Mengoni (Sänger)
- Mago Silvan (Magier)
- Gino Paoli mit Danilo Rea (Musiker)
- Luca Zingaretti (Schauspieler)
- Enrico Brignano (Schauspieler)
- Paolo Nutini (Sänger)

### Fünfter Abend
Am fünften Abend stellten die 13 Teilnehmer aus der Campioni-Kategorie jeweils ihre Lieder erneut vor, wovon sich die drei Lieder mit den meisten Stimmen für die zweite Runde qualifizierten. Die Abstimmung setzte sich zu 50 % aus den Stimmen der Qualitätsjury, zu 50 % aus dem Televoting zusammen.
| Platzierung | Startnr. | Interpret                               | Lied                   | Ergebnisse           | Ergebnisse           | Ergebnisse           | Ergebnisse |
| Platzierung | Startnr. | Interpret                               | Lied                   | Qualitätsjury (50 %) | Televoting           | Televoting           | Gesamt     |
| Platzierung | Startnr. | Interpret                               | Lied                   | Qualitätsjury (50 %) | Dritter Abend (25 %) | Fünfter Abend (25 %) | Gesamt     |
| ----------- | -------- | --------------------------------------- | ---------------------- | -------------------- | -------------------- | -------------------- | ---------- |
| 11          | 1        | Giuliano Palma                          | Così lontano           | 1,00 %               | 4,81 %               | 5,71 %               | 10,57 %    |
| 5           | 2        | Noemi                                   | Bagnati dal sole       | 11,00 %              | 5,31 %               | 8,31 %               | 8,90 %     |
| 13          | 3        | Ron                                     | Sing in the rain       | 1,00 %               | 4,46 %               | 3,68 %               | 2,53 %     |
| 1           | 4        | Arisa                                   | Controvento            | 24,00 %              | 11,87 %              | 18,91 %              | 19,70 %    |
| 10          | 5        | Francesco Sarcina                       | Nel tuo sorriso        | 1,50 %               | 4,88 %               | 5,31 %               | 3,30 %     |
| 6           | 6        | Perturbazione                           | L’unica                | 8,50 %               | 9,27 %               | 7,20 %               | 8,37 %     |
| 9           | 7        | Giusy Ferreri                           | Ti porto a cena con me | 1,50 %               | 6,67 %               | 4,33 %               | 3,50 %     |
| 4           | 8        | Francesco Renga                         | Vivendo adesso         | 6,00 %               | 16,15 %              | 11,61 %              | 5,93 %     |
| 2           | 12       | Renzo Rubino                            | Ora                    | 19,50 %              | 9,49 %               | 7,15 %               | 13,91 %    |
| 12          | 9        | Antonella Ruggiero                      | Da lontano             | 0,50 %               | 6,17 %               | 4,10 %               | 2,82 %     |
| 3           | 13       | Raphael Gualazzi & The Bloody Beetroots | Liberi o no            | 17,50 %              | 8,62 %               | 6,79 %               | 12,60 %    |
| 7           | 10       | Cristiano De André                      | Il cielo è vuoto       | 4,00 %               | 7,97 %               | 7,03 %               | 5,75 %     |
| 8           | 11       | Frankie Hi-NRG MC                       | Pedala                 | 4,00 %               | 4,33 %               | 3,21 %               | 3,88 %     |

- Riccardo Sinigallia – Prima di andare via

| Platzierung | Interpret                               | Lied        | Ergebnisse        | Ergebnisse           | Ergebnisse |
| Platzierung | Interpret                               | Lied        | Televoting (50 %) | Qualitätsjury (50 %) | Gesamt     |
| ----------- | --------------------------------------- | ----------- | ----------------- | -------------------- | ---------- |
| 1           | Arisa                                   | Controvento | 57,56 %           | 41,67 %              | 49,61 %    |
| 2           | Raphael Gualazzi & The Bloody Beetroots | Liberi o no | 22,93 %           | 30,00 %              | 26,47 %    |
| 3           | Renzo Rubino                            | Ora         | 19,51 %           | 28,33 %              | 23,92 %    |

#### Gäste
- Terence Hill (Schauspieler)
- Maurizio Crozza (Komiker)
- Luciano Ligabue (Sänger)
- Pif (Moderator und Schauspieler)
- Claudia Cardinale (Schauspielerin)
- Stromae (Sänger)

## Einschaltquoten
| Datum            | Durchschnitt | Durchschnitt |
| Datum            | Zuschauer    | Quote        |
| ---------------- | ------------ | ------------ |
| 18. Februar 2014 | 10.938.000   | 45,93 %      |
| 19. Februar 2014 | 7.355.000    | 33,95 %      |
| 20. Februar 2014 | 7.477.000    | 36,75 %      |
| 21. Februar 2014 | 8.174.000    | 37,97 %      |
| 22. Februar 2014 | 9.730.000    | 47,33 %      |
| Durchschnitt     | 8.735.000    | 39,26 %      |

Das Finale hatte die niedrigsten Einschaltquoten aller Sanremo-Finals seit Beginn der Messung 1989, womit das Festival 2014 als Flop gelten konnte.

## Belege
1. ↑  Sanremo, Sinigallia escluso. Littizzetto: come Scajola, aveva cantato brano a sua insaputa. In: ilmessaggero.it. Abgerufen am 12. April 2019 (italienisch).
2. ↑  Sanremo 2014, voti e classifica finale: Renga quarto, Ron ultimo. In: TVBlog.it. 23. Februar 2014, abgerufen am 12. April 2019.
3. ↑  Ascolti tv di martedì 18 febbraio 2014. In: DavideMaggio.it. Abgerufen am 4. August 2019 (italienisch).
4. ↑  Ascolti tv di mercoledì 19 febbraio 2014. In: DavideMaggio.it. Abgerufen am 4. August 2019 (italienisch).
5. ↑  Ascolti tv di giovedì 20 febbraio 2014. In: DavideMaggio.it. Abgerufen am 4. August 2019 (italienisch).
6. ↑  Ascolti tv di venerdì 21 febbraio 2014. In: DavideMaggio.it. Abgerufen am 4. August 2019 (italienisch).
7. ↑  Ascolti tv di sabato 22 febbraio 2014. In: DavideMaggio.it. Abgerufen am 4. August 2019 (italienisch).
8. ↑  Auditel serata finale Sanremo 2014, il Festival chiude con lo share più basso di sempre. In: Sorrisi.com. 23. Februar 2014, archiviert vom Original (nicht mehr online verfügbar) am 8. Februar 2015; abgerufen am 8. Februar 2015 (italienisch).